# Hemihyalea despaignei
Hemihyalea despaignei là một loài bướm đêm thuộc phân họ Arctiinae, họ Erebidae.